# Goldebee
Goldebee ist ein Ortsteil der Gemeinde Benz bei Wismar im Nordosten des Landkreises Nordwestmecklenburg in Mecklenburg-Vorpommern (Deutschland).

## Geschichte

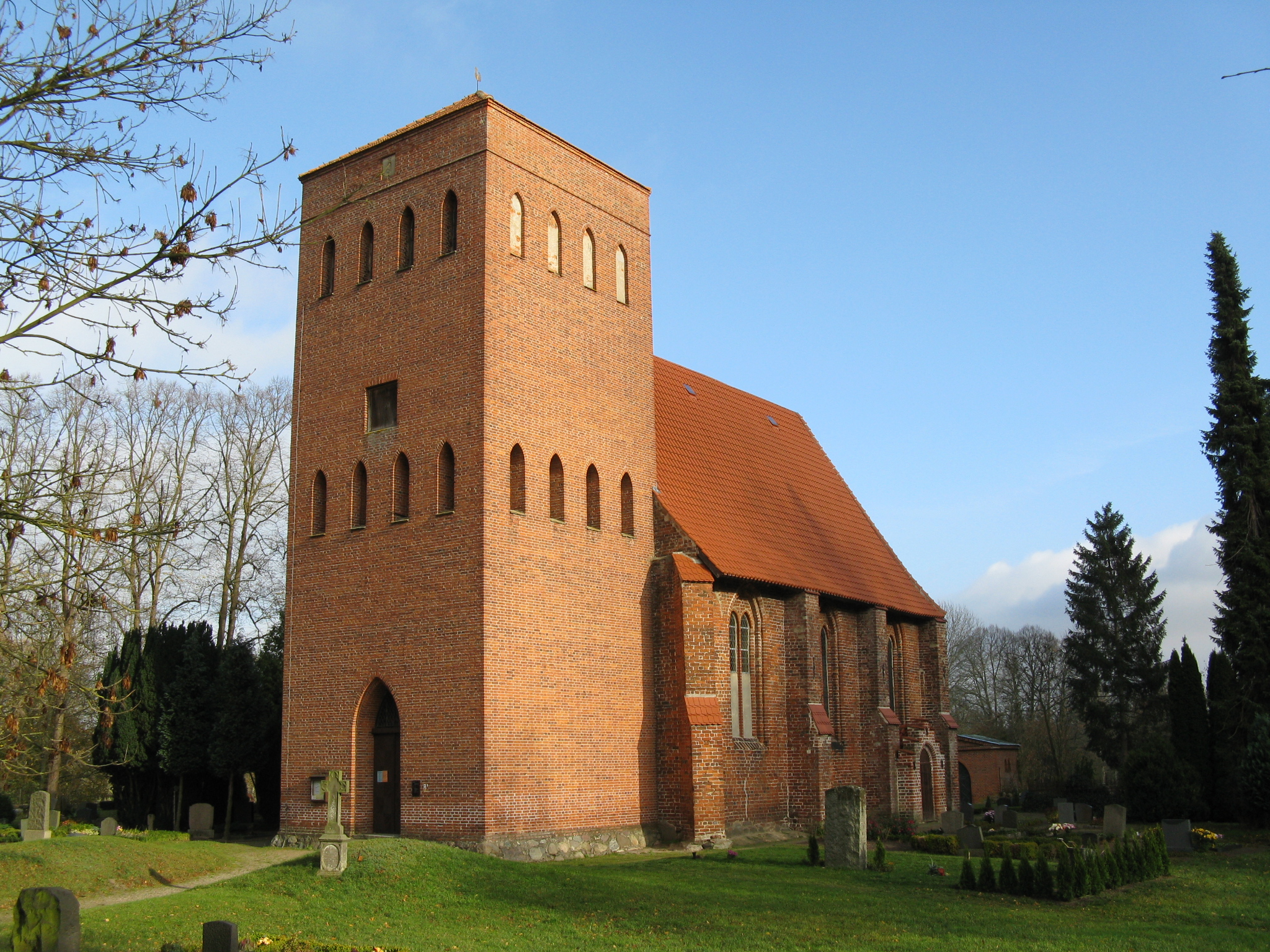
Dorfkirche in Goldebee

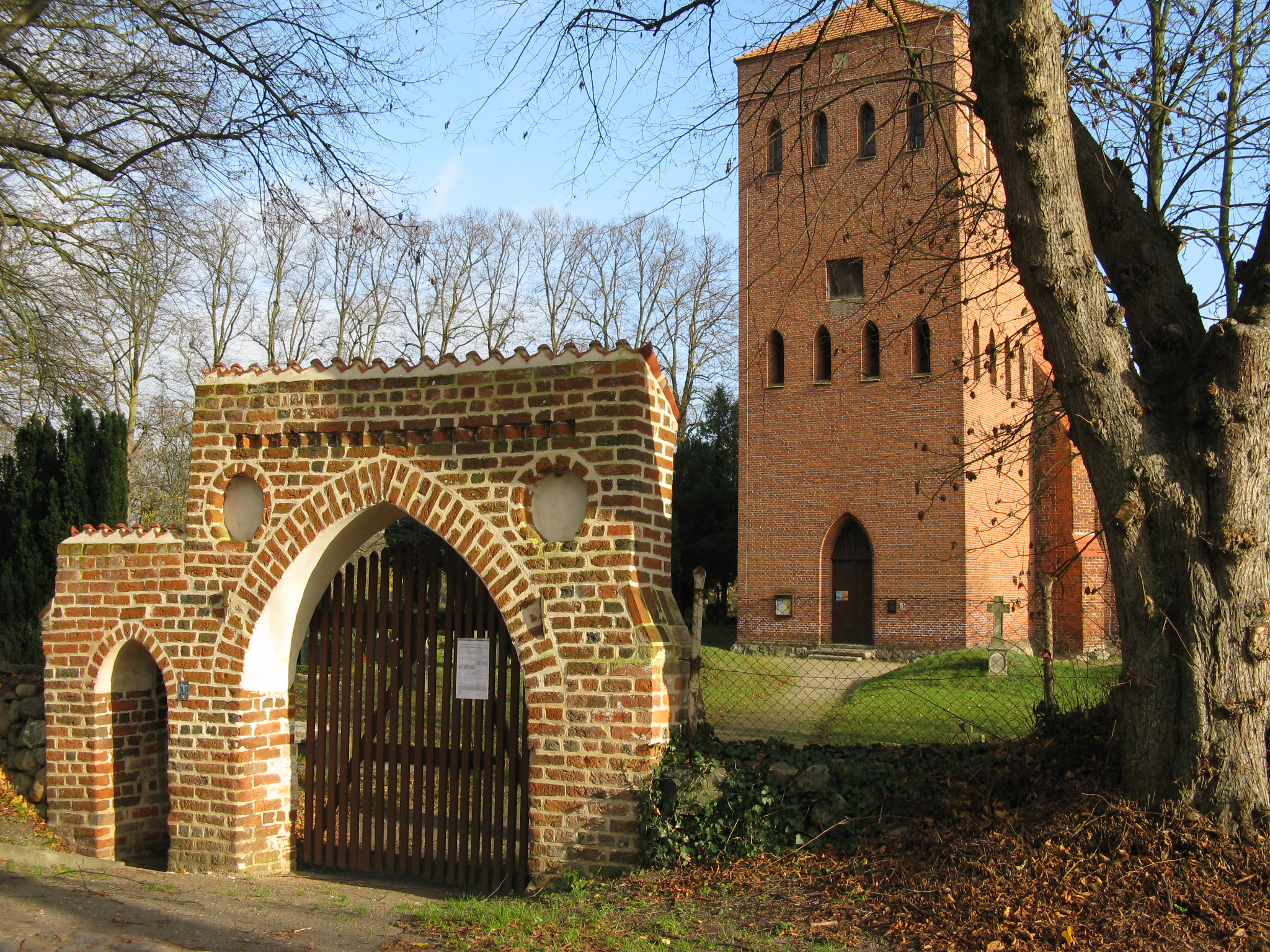
Eingangsportal zum Kirchhof

Die Bewohner von Goldebee waren anfangs Wenden, Bauern, die hier dem recht guten Boden mit sehr primitiven Geräten das Notwendigste für ihren Lebensunterhalt abrangen. Es waren wohl auch Jäger dabei, denn es gab hier viel Wald. Wann auch Deutsche sesshaft geworden sind, ist unklar. Ebenso unklar ist, wann und unter welchen Umständen sich aus den Bauernhöfen ein Gutsbetrieb entwickelt hat. Die erste urkundliche Erwähnung von Goldebee (Goldebu) geht auf den 25. Januar 1321 zurück.
Aus dem Staatskalender von 1818 ist ersichtlich, dass Goldebee damals außer dem Gut auch noch 3 Bauernstellen hatte, die auch 1886 dort vermerkt sind. Raabe berichtet in seiner „Mecklenburgischen Vaterlandskunde“ von 1857, Goldebee habe 157 Einwohner und darunter 3 Kosseten. Dies deutet darauf hin, dass es sich um kleine bäuerliche Wirtschaften handelte, die entweder nur geringen Landbesitz besaßen, vielleicht aber auch das von ihnen bewirtschaftete Land nur vom Besitzer des Gutes gepachtet hatten, also von demselben irgendwie abhängig waren.
Goldebee war schon im Mittelalter im Besitz der Familie von Stralendorff. Die Stralendorffs und ihre Nachfolger im Besitz des Gutes hatten auch das Patronat über die dortige Kirche und Pfarre. Erst 1936 ging das Patronat durch einen Vertrag, den der damalige Besitzer Knut von Graefe mit der Landeskirche schloss, unter Zahlung einer Abstandssumme von 12.400 Mark und Übereignung von 24 ha Land auf den Oberkirchenrat über. Im Jahre 1651 überließ Dietrich von Stralendorff seinem Schwiegersohn, dem Oberstleutnant Nils Rothe, das Gut auf 24 Jahre, wofür dieser ihm 7000 Gulden zahlen musste, was nach damaliger Währung 10.500 Mark oder 3.500 Reichstalern entsprach. Dieser Vertrag wurde 1676 um 20 Jahre verlängert, wofür Rothes Kinder 8500 Gulden zahlen sollten. Aber 10 Jahre später war bereits Hartwig von Flotow, ebenfalls ein Schwiegersohn der Stralendorffs, Inhaber von Goldebee. Dieser verkaufte 1695 im Einverständnis mit dem damaligen Hofgerichtspräsidenten Ulrich von Stralendorff das Gut an Hartwig von Lützow für 15.000 Gulden. Danach haben, der Zeitpunkt steht nicht genau fest, die Hobes fast 100 Jahre hindurch Goldebee besessen. Es ist bekannt, dass Otto Friedrich von Hobe im Jahre 1701, da sein Vater sehr schwächlich war und zu befürchten stand, dass er bald sterben würde, in sein Elternhaus nach Goldebee zurückkehrte. Seinem Vater stand er nun in der Bewirtschaftung der Güter bei und nahm in Goldebee am 18. Oktober 1702 „auf geschehene gebührende Anwerbung bey Ihrer damahls noch lebenden Frau Mutter“ (der verwitweten Majorin v. Lützow) die Jungfrau Augusta Juliana v. Sperling zur Ehefrau.
„Seine Erudition, [sein] scharfsinniger Verstand, [seine] Dexterität und [die] Fertigkeit im Mund und [mit der] Feder“ machten ihn bei der Ritterschaft so beliebt, dass sie ihn 1722 als einen von mehreren Kandidaten für die Landratswahl vorschlugen. Vom Kaiser wurde er in solchem Amt bestätigt und nahm in der Folgezeit oft Gelegenheit, sich in diplomatischen Sendungen hervorzutun; 1729 gratulierte er beispielsweise dem König von Großbritannien bei seiner Ankunft in Hannover im Namen der mecklenburgischen Stände. Otto Friedrich von Hobe war Herzoglicher Mecklenburgischer Landrat und Erbherr auf Klein – Tessin und Goldebee. Am 8. Oktober 1732 verstarb er. Sein Leichnam wurde daraufhin am 5. November 1732 in Goldebee „zur Erden bestätigt“.
In der Zeit zwischen 1729 und 1732 versuchte Adam von Strahlendorff vergeblich, Goldebee für die Familie von Strahlendorff zurückzugewinnen. 1801 kaufte Kommerzienrat Köster das Gut, in dessen Familie es bis 1893 blieb. Dann folgte für 6 Jahre Hans Bosselmann, 1899 wurde Albrecht von Graefe Besitzer von Goldebee. Er war ein völkischer Politiker in der Weimarer Republik und Freund Adolf Hitlers. Die Graefes waren die letzten Eigentümer des Gutes bis zur Enteignung durch die sowjetische Militäradministration 1945.
Am 5. Dezember 1998 wurde die Familie Mehldau neuer Eigentümer des Gutes Goldebee. Sie stellt auch den Gemeindebürgermeister.

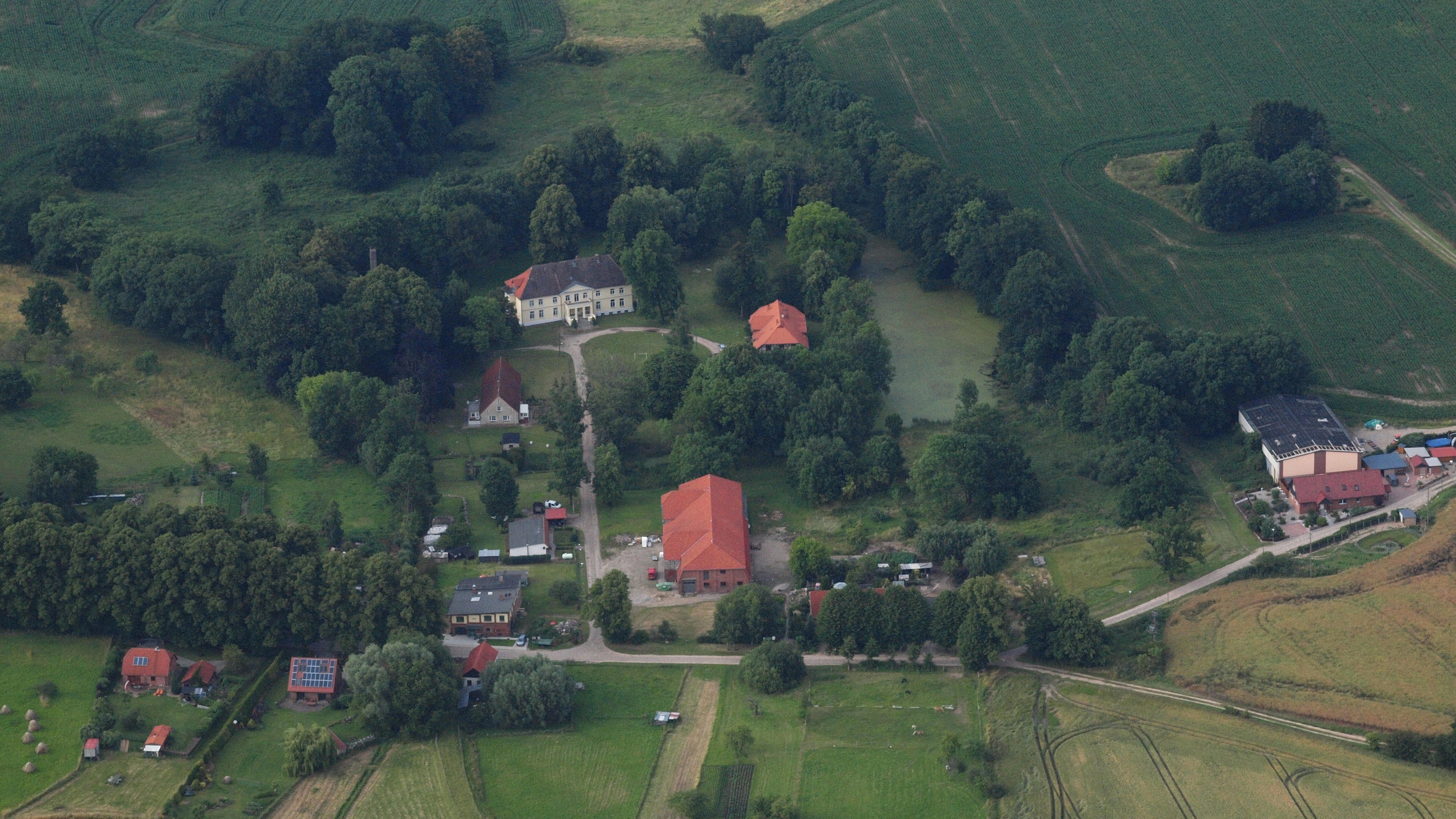
Gutshaus Goldebee, Luftaufnahme (2014)

## Bauwerke
- Die Dorfkirche mit Chor stammt aus dem 15. Jahrhundert und ist in Backstein errichtet, ihr Turm stammt von der Mitte des 19. Jahrhunderts. Sie verfügt über einen barocken Altar aus dem Jahr 1712 und eine alte Fünte aus Granit.